# خسوس مانوئل کورونا
خسوس مانوئل کورونا رویز (اسپانیایی: Jesús Manuel Corona Ruíz‎؛ زادهٔ ۶ ژانویهٔ ۱۹۹۳) بازیکن فوتبال اهل مکزیک است.

## باشگاهی
از باشگاه‌هایی که در آن بازی کرده‌است می‌توان به مونتری، توئنته و پورتو اشاره کرد.

## تیم ملی
وی همچنین در تیم ملی فوتبال مکزیک بازی کرده‌است.